# Moutahiauru Island
Moutahiauru Island ist eine kleine Felseninsel an der Nordostküste des Gisborne District im Osten der Nordinsel von Neuseeland.

## Geographie
Moutahiauru Island befindet sich rund 770 m vor der Ostküste der Nordinsel rund 5 km nordnordöstlich der Tokomaru Bay. Gisborne, Verwaltungssitz des Distrikts, liegt rund 72 km in südsüdwestlicher Richtung. Die Felseninsel besitzt eine Ausdehnung von rund einem Hektar, bei einer Länge von 134 m in Ost-West-Richtung und einer maximalen Breite von 126 m in Nord-Süd-Richtung. Die steilaufragende Insel kommt auf eine Höhe von 38 m und ist spärlich bewachsen.